# Каледоніан
«Каледоніан» (англ. Caledonian Stadium) — футбольний стадіон в Інвернессі, Шотландія, домашня арена ФК «Інвернесс Каледоніан Тісл».
Стадіон побудований 1995 року, матчі приймає з 1996 року. Протягом 2001 та 2004–2005 років був реконструйований.